# タイロン・パワー・シニア
タイロン・パワー・シニア（Tyrone Power, Sr., 1869年5月2日 - 1931年12月23日）は、イギリス出身の俳優である。本名フレデリック・タイロン・エドモンド・パワー（Frederick Tyrone Edmond Power）、舞台ではタイロン・パワー二世（Tyrone Power II）、映画では一貫してタイロン・パワー（Tyrone Power）と名乗った。

## 人物・来歴
1869年5月2日、イギリスのロンドンに生まれる。祖父はアイルランドの舞台俳優タイロン・パワーで、のちに舞台俳優としてしばしば「タイロン・パワー二世」と名乗ったのは、祖父へのリスペクトの表明である。父はピアニストのハロルド・パワー、母は女優のエセル・ラヴェニューである。
ダリッジ・カレッジに学んだ後、一家でアメリカへ移民する。フレデリック・タイロンはフロリダに送られ、果実園で働くことになるが、農園を飛び出して俳優となる。1886年（明治19年）、初舞台を踏む。1898年（明治31年）、イーディス・クレインと結婚する。
1912年（明治45年）、妻イーディスと死別、同年、「ミセス・タイロン・パワー」の名で知られるヘレン・ベイトマンと再婚する。1914年（大正3年）5月5日、第1子タイロン・エドモンド・パワー・ジュニア（のちのタイロン・パワー）が生まれる。ニューヨークで活動していたパワーは、フェイマス・プレイヤーズ・フィルム・カンパニー製作、トーマス・ヘフロン監督の Aristocracy に出演、同作が映画初出演となり、同年11月26日に公開される。
カリフォルニア州ロサンゼルス市に移住し、同地のセリグ・ポリスコープ・カンパニーで、1915年（大正4年）7月26日公開、ジャイルズ・ウォーレン監督の A Texas Steer に出演、以降、翌年までに合計4作に出演する。同年8月25日には、第2子アン・パワーが生まれる。1916年（大正5年）には、ヘレンと離婚する。同年、ユニヴァーサル・フィルム・マニュファクチュアリング・カンパニー（現在のユニバーサル・ピクチャーズ）で、フィリップス・スモーリー、ロイス・ウェバー夫妻が共同監督した映画に3作主演、うち2作、 John Needham's Double, 『獄屋の月』はユニヴァーサルが同年に設立した子会社・ブルーバード映画の作品で、もう1作『暗中鬼』はロイス・ウェバー・プロダクションズの作品であった。『暗中鬼』では1歳になる娘のアンがノンクレジットで出演している。『獄屋の月』と『暗中鬼』は日本でも公開された。1917年（大正6年）以降は、小プロダクション作品に主演している。
1921年（大正10年）2月、バーサ・ナイトと三度目の結婚をする。1920年代にあっても、映画には主演・共演問わず出演し、ブロードウェイの舞台にも立った。1930年（昭和5年）、フォックス・フィルム（現在の20世紀フォックス）で、パワーにとっての初のトーキー『ビッグ・トレイル』（ジョン・ウェインの初主演作でもある。）に出演する。同作が遺作となる。
1931年（昭和6年）12月23日、カリフォルニア州ロサンゼルス市で心筋梗塞により死去した。満62歳没。「タイロン・パワー」の名跡は、長男のタイロン・エドモンド・パワー・ジュニアが継承した。

## フィルモグラフィ
すべて出演作である。

### 1910年代
- Aristocracy : 監督トーマス・ヘフロン、1914年 - 出演・役 Jefferson Stockton
- A Texas Steer : 監督ジャイルズ・ウォーレン、1915年 - 出演・役 Maverick Brander
- Sweet Alyssum : 監督コリン・キャンベル、1915年 - 出演・役 Roanoke Brooks
- The Devil-in-Chief : 監督コリン・キャンベル、1916年
- Thou Shalt Not Covet : 監督コリン・キャンベル、1916年 - 出演・役 I, or the Hero
- John Needham's Double : 監督フィリップス・スモーリー / ロイス・ウェバー、1916年 - 出演・役 Lord John Needham/Joseph Norbury
- 『暗中鬼』 Where Are My Children? : 監督フィリップス・スモーリー / ロイス・ウェバー、1916年 - 出演・役 District Attorney Richard Walton
- 『獄屋の月』 The Eye of God : 監督フィリップス・スモーリー / ロイス・ウェバー、1916年 - 出演・役 Olaf
- The Planter : 監督トーマス・ヘフロン / ジョン・ インス、1917年 - 出演・役 Ludwig Hertzer
- Lorelei of the Sea : 監督ヘンリー・オットー、1917年 - 出演・役 Paul
- National Red Cross Pageant : 監督クリスティ・キャバンヌ、1917年 - 出演・役 Servia - Final episode
- The Mad Woman : 監督ジョージ・ターウィリガー、1919年

### 1920年代
- The Great Shadow : 監督ハーレイ・ノールズ、1920年 - 出演・役 Jim McDonald
- 『夢の街』 Dream Street : 監督D・W・グリフィス、1921年 - 出演・役 Street Preacher
- 『黒豹鬼』 The Black Panther's Cub : 監督エミール・ショータール、1921年 - 出演・役 Count Boris Orliff
- 『跫音』 Footfalls : 監督チャールズ・ブレイビン、1921年 - 出演・役 Hiram Scudder
- 『激怒』 Fury : 監督ヘンリー・キング、1923年 - 出演・役 Captain Leyton
- The Truth About Wives : 監督ローレンス・ウィンドム、1923年 - 出演・役 Howard Hendricks
- Bright Lights of Broadway : 監督ウェブスター・キャンベル、1923年 - 出演・役 John Kirk
- Wife in Name Only : 監督ジョージ・ターウィリガー、1923年 - 出演・役 Dornham
- The Daring Years : 監督ケネス・S・ウェッブ、1923年 - 出演・役 James LaMotte
- 『我れ死すとも』 The Day of Faith : 監督トッド・ブラウニング、1923年 - 出演・役 Michael Anstell
- Damaged Hearts : 監督T・ヘイズ・ハンター、1924年 - 出演・役 Sandy
- 『熱血漢ウルフ』 The Lone Wolf : 監督スタナー・E・V・テイラー、1924年 - 出演・役 Bannon
- Trouping with Ellen : 監督T・ヘイズ・ハンター、1924年 - 出演・役 Mr. Llewellyn
- 『殺人ラヂオ』 The Story Without a Name : 監督アーヴィン・V・ウィラット、1924年 - 出演・役 Drakma
- 『迫害に捷つ女』 For Another Woman : 監督デイヴィッド・カークランド、1924年
- 『晴れの一舞台』 Greater Than Marriage : 監督ヴィクター・ホルペリン、1924年 - 出演・役 Father
- 『建国の乙女』 Janice Meredith : 監督E・メイソン・ホッパー、1924年 - 出演・役 Lord Cornwallis
- The Law and the Lady : 監督ジョン・L・マッカッチョン、1924年 - 出演・役 John Langley Sr
- 『漂泊ひ人』 The Wanderer : 監督ラオール・ウォルシュ、1925年 - 出演・役 Jesse
- 『天下の寵児』 Where Was I? : 監督ウィリアム・A・サイター、1925年 - 出演・役 George Stone
- A Regular Fellow : 監督A・エドワード・サザーランド、1925年 - 出演・役 King
- The Red Kimona : 監督ウォルター・ラング、1925年 - 出演・役 Gabrielle's Father
- 『学窓の思ひ出』 Braveheart : 監督アラン・ヘイル、1925年 - 出演・役 Standing Rock
- 『嵐の花嫁』 Bride of the Storm : 監督J・スチュアート・ブラックトン、1926年 - 出演・役 Jacob Kroon
- The Test of Donald Norton : 監督B・リーヴス・イーソン、1926年 - 出演・役 John Corrigal
- Out of the Storm : 監督ルイ・ガスニエ、1926年 - 出演・役 Mr. Lawrence
- 『国境戦』 Hands Across the Border : 監督デイヴィッド・カークランド、1926年 - 出演・役 John Drake
- The Elegy : 監督アンドリュー・L・ストーン、1927年 - 出演・役 Servant of Satan

### 1930年代
- 『ビッグ・トレイル』 The Big Trail : 監督ラオール・ウォルシュ主演ジョン・ウェイン、1930年 - 出演・役 レッド・フラック

## 関連事項
- タイロン・パワー (初代) （en:Tyrone Power (1795–1841)）
- エセル・ラヴェニュー （en:Ethel Lavenu）
- セリグ・ポリスコープ・カンパニー （en:Selig Polyscope Company）

## 註
1. 1 2 3 4 5 6 7 8 9 10 11 12 13 14 15 16 17 18 19 20 21 22  Tyrone Power, Sr., Internet Movie Database （英語）, 2010年6月2日閲覧。
2. ↑  Tyrone Power - IMDb（英語）, 2010年6月2日閲覧。
3. ↑  Anne Power - IMDb（英語）, 2010年6月2日閲覧。
4. ↑  Where Are My Children? - IMDb（英語）, 2010年6月2日閲覧。
5. ↑  『ブルーバード映画の記録』 : 製作・著・発行山中十志雄・塚田嘉信、1984年4月、p.60-63.